# Vera Nünning
Vera Nünning (* 3. April 1961 in Köln) ist eine deutsche Anglistin, Philologin und Kulturwissenschaftlerin.

## Leben
Vera Nünning studierte Englisch und Geschichte an der Universität zu Köln, promovierte dort 1989 mit einer Dissertation in Englischer Philologie (zur Ästhetik Virginia Woolfs) und wurde 1995 in Neuerer und Neuester Geschichte habilitiert. Ihr Betreuer im Fach Geschichte war Erich Angermann. Von 2000 bis 2002 war sie als Professorin für Englische Literatur und Kultur an der Technischen Universität Braunschweig tätig, lehnte das Angebot eines Lehrstuhls jedoch zu Gunsten einer Professur für Englische Philologie an der Ruprecht-Karls-Universität Heidelberg ab. Dort etablierte sie die Kulturstudien als Teilwissenschaft der Englischen Philologie. Weitere Tätigkeiten umfassen das Amt der Prorektorin für internationale Beziehungen (2006–2009); eine Kurzzeit-Gastdozenturen an den Universitäten Universidad de Zaragoza (Spanien), Universidade Católica Portuguesa, Lissabon (Portugal) und an der Helsingin Yliopisto (Universität Helsinki, Finnland) (2006, 2009, 2010); die Leitung des Teilprojekts C10 ‚Rituale ohne Performanz’ im SFB 619 Ritualdynamik (seit 2009); und  eine Mitgliedschaft des ‚external advisory board’ der Universität zu Köln (seit 2010). Zudem machte sie sich bereits seit 2006 aktiv stark für den Aufbau der Deutsch-Türkischen Universität (DTU) in Istanbul und war in diesem Rahmen zunächst federführende Verantwortliche, ab 2009 Vizepräsidentin und von 2009/10 Präsidentin des deutschen Konsortiums für die Türkisch-Deutsche Universität. 2011/12 war sie außerdem Fellow am Marsiliuskolleg der Universität Heidelberg, mit einem interdisziplinär orientierten Projekt zur Narrativität.
Vera Nünning ist mit dem Anglisten Ansgar Nünning verheiratet.

## Schriften (Auswahl)

### Monographien
- An Introduction to the Study of English and American Literature. Uni-Wissen Anglistik/Amerikanistik. Klett, Stuttgart 2004, 196 S. (mit A. Nünning).
- Grundkurs anglistisch-amerikanistische Literaturwissenschaft. Uni-Wissen Anglistik/Amerikanistik. Klett, Stuttgart 2001; 2. Aufl. 2002, 3., korr. Aufl. 2003, 4. Aufl. 2004, 5. Aufl. 2005, 7. Aufl. 2008, 198 S. (mit Ansgar Nünning).
- Der Englische Roman des 19. Jahrhunderts. Uni-Wissen Anglistik/Amerikanistik. Klett, Stuttgart 2000; 2. Aufl. 2003, 3. Aufl. 2007, 184 S.
- Englische Literatur des 18. Jahrhunderts. Uni-Wissen Anglistik/Amerikanistik. Klett, Stuttgart 1998, Nachdruck der 1. Aufl. 2006, 188 S. (mit A. Nünning)
- Einführung in die amerikanische Geschichte. C.H. Beck, München 1998, 222 S. (mit Jürgen Heideking).
- A Revolution in Sentiments, Manners, and Moral Opinions: Catharine Macaulay und die politische Kultur des englischen Radikalismus, 1760–1790 (= Anglistische Forschungen, Band 255). Heidelberg: Universitätsverlag C. Winter 1998, 448 S.
- Uni-Training Geschichtswissenschaft. Einführung in Grundstrukturen des Faches und Methoden der Quellenarbeit. Ernst Klett Verlag für Wissen und Bildung, Stuttgart 1995, 215 S. (mit Ralf Saal).
- Virginia Woolf zur Einführung. Junius, Hamburg 1991, 189 S. (mit Ansgar Nünning).
- Die Ästhetik Virginia Woolfs. Eine Rekonstruktion ihrer philosophischen und ästhetischen Grundanschauungen auf der Basis ihrer nichtfiktionalen Schriften (= Neue Studien zur Anglistik und Amerikanistik, Band 49). Lang, Frankfurt/M. 1990, 276 S.

### Herausgebertätigkeiten wissenschaftlicher Zeitschriften und Buchreihen
- English Studies.
- Kindler Neues Literatur Lexikon. (15 Bände, Metzler, Stuttgart, Weimar 2009; mit Ansgar Nünning).
- Jahrbuch Woolf Studies Annual.
- ELCH: Studies in English Literary and Cultural History / ELK: Studien zur Englischen Literatur- und Kulturwissenschaft. bislang Bände 1–35. Wissenschaftlicher Verlag Trier, Trier. S. 2001ff. (mit A. Nünning, Universität Gießen).
- WVT-Handbücher zum literaturwissenschaftlichen Studium. bisher Bände 1–11. Wissenschaftlicher Verlag Trier, Trier (ab Band 8; mit Ansgar Nünning).

### Aufsätze, Artikel
- Sarah Fielding. in: Metzler Lexikon Englischsprachiger Autorinnen und Autoren. 631 Porträts – Von den Anfängen bis zur Gegenwart. Hrsg. von Eberhard Kreutzer und Ansgar Nünning, Metzler, Stuttgart/Weimar 2002, ISBN 3-476-01746-X, S. 199–200.